# Războiul dintre Hezbollah și Israel (2023-2024)
Războiul dintre Hezbollah și Israel (2023-2024), denumit în Israel Frontul de nord în Războiul Săbiilor de fier
a fost frontul luptelor dintre Israel și organizațiile teroriste din Liban și Siria, în frunte cu mișcarea șiită libaneză  Hezbollah, principala aliată a Iranului în Levant. Luptele s-au desfășurat, mai cu seamă, la frontiera dintre Liban și Israel, dar și în locuri mai îndepărtate, ca, de pildă, Beirut și nordul Siriei. Conflictul armat a început după ce Hezbollah și-a exprimat sprijinul față de atacul surpriză de la 7 octombrie 2023 al organizației palestinene Hamas și aliaților ei din Fâșia Gaza contra Israelului și, 25 ore după aceea, în dimineața zilei de 8 octombrie 2023 s-a alăturat războiului împotriva Israelului, declanșat de Hamas.

Hezbollah a lansat rachete și obuze spre poziții israeliene de pe Muntele Dov și din ferma Shaaba  iar Israel a reacționat cu foc de tancuri și de artilerie către pozițiile Hezbollah de lângă granița israelo-libaneză.
Războiul a luat, la început, caracterul unui război de uzură.
Schimburile de focuri, care au inclus foc de rachete anti-tanc, și atacuri aeriene, au continuat pe tot parcursul luptelor. Armata israeliană a reacționat prin operațiuni de ucidere țintită a unor teroriști, mai ales în sudul Libanului dar și în adâncimea țării și la Beirut, și prin atacuri asupra depozitelor de arme și atelierelor de fabricat armament pe cuprinsul Libanului. Aviația militară israeliană a atacat și grupe de teroriști lansatori de rachete antitanc, gata de lansare.
Războiul a escaladat după ce în vara 2024 o rachetă a Hezbollah a ucis în localitatea Majdal Shams din Înălțimile Golan 12 copii si tineri care jucau fotbal și a rănit alți 34. Israelul a reacționat prin uciderea comandantului Fuad Shukr și apoi, în august 2024, a trecut la o ofensivă preventivă. Paralel cu continuarea luptelor, Hezbollah a început să lanseze rachete și drone înarmate și „sinucigașe” mai adânc pe teritoriul israelian. 
Ca urmare a ostilităților guvernul israelian a ordonat evacuarea unei părți din locuitorii Galileei de Sus, iar mulți dintre locuitori s-au evacuat și din propria lor inițiativă. 
La începutul războiului, de teamă pentru viața locuitorilor, Israelul a evacuat localități pe o adâncime de doi kilometri distanță de granița israelo-libaneză,între care Metula, kibuțul Hanita, kibuțul Manara, kibuțul Rosh Hanikra și alte zeci de așezări, ele rămânând pustii, cu excepția prezenței unor soldați, grupe civile de autoapărare, și a unui număr restrâns de locuitori. Pe toată perioada luptelor, Hezbollah a țintit localitățile părăsite cu rachete și proiectile precise antitanc pentru a distruge cât mai multe clădiri. Orașul israelian Kiryat Shmona a fost parțial evacuat. În total circa 96.000 locuitori ai nordului Israelului au trebuit să evacuați. Au fost produse daune materiale și pierderi umane și în baze militare din nordul Israelului.
În Liban s-au înregistrat peste 1,4 milioane de persoane evacuate.  și agricultura din sudul Libanului din apropierea graniței au suferit distrugeri însemnate.
În septembrie 2024, după 11 luni de lupte și de evacuare a locuitorilor din nordul Israelului, armata israeliană a început o nouă etapă în conflict, Operațiunea Săgețile Nordului (Mivtza Hitzei Hatzfon).
În cursul acesteia s-au produs explozii a mii de instrumente electronice de comunicație ale militanților din Hezbollah, atacuri ale Hezbollahului cu rachete și drone asupra orașelor Krayot din apropierea Haifei, asupra Haifei, a văilor Izreel și a muntelui Carmel, atentatele împotriva comandanților Ibrahim Akil și Ibrahim Kubeisi, și Operatiunea Ordine Nouă (Seder Hadash) în care Israelul a bombardat masiv comandamentul suprem al Hezbollahului din cartierul Dahiye din Beirut, cauzând, între altele, moartea liderului Hezbollahului, Hassan Nasrallah, și a comandantului Ali Karaki. La 30 septembrie 2024 trupele israeliene au trecut la o manevră pe uscat în sudul Libanului ("Invazia israeliană în Liban din 2024”), în cursul căreia au curățit teritorii de la nord de granița israeliană de baze ale Hezbollah și ale unităților sale de elită Forța Radwan.  
După 13 luni de ostilități, la 27 noiembrie 2024 a intrat în vigoare incetarea focului decisă prin acordul dintre Israel și Liban. S-a format o comisie de cinci delegați - ofițeri din SUA și Franța, reprezentanți ai ONU, ai Israelului și Libanului, destinată să supravegheze aplicarea acordului, și să creeze un cadru de continuare a negocierilor dintre Israel și Liban cu privire la trasarea frontierei pe uscat și apoi, pe mare.